# 西北航空253号班机爆炸未遂事件
西北航空253號班機事故，又称达美航空253号班机事故，於2009年12月25日從荷蘭阿姆斯特丹飛往美國底特律途中被一位懷疑是阿爾蓋達成員的乘客引爆身上爆炸物（季戊四醇四硝酸酯）企圖炸毀，但爆炸威力不大，該名男子被機上其他人制服，客機安全降落。